# Kangurowate
Kangurowate (Macropodidae) – rodzina ssaków z rzędu dwuprzodozębowców (Diprotodontia). Jest drugą pod względem liczby gatunków rodziną torbaczy. Obejmuje ponad 50 gatunków zwierząt nazywanych powszechnie kangurami, czyli zwierzętami o silnych tylnych nogach i długim, mocnym ogonie, poruszających się skokami. Samice kangurów nazywane są kangurzycami. W klasyfikacji zoologicznej kangurami nazwano kilka gatunków z rodzaju Macropus, a oprócz kangurów do rodziny Macropodidae zaliczane są walabie, drzewiaki, pazurogony, filandry i pademelony. Wcześniej zaliczano również gatunki obecnie wyodrębniane do kanguroszczurowatych (Potoroidae).
Szczątki kopalne kangurowatych znane są z plejstocenu.

## Pożywienie
Żywią się głównie trawą porastającą wzgórza lub parowy górskie. Pokarm to również liście, kora drzew i korzonki.

## Występowanie
Kangurowate są endemitami australijskiej krainy zoogeograficznej. Występują w Australii, Tasmanii, Nowej Gwinei, Nowej Zelandii i okolicznych wyspach. Poszczególne gatunki przystosowały się do warunków panujących w różnych środowiskach i zajęły wszystkie nisze ekologiczne. Żyją na trawiastych równinach, w zaroślach, rzadkich lasach i w górach. Większe gatunki preferują otwarte przestrzenie.
W Nowej Zelandii zostały introdukowane.

## Etymologia nazwy
Nazwa kangur (ang. kangaroo) wywodzi się z języka guugu yimidhirr, w którym słowo „gang-oo-roo” odnosi się do kangura szarego. Pierwsza wersja w języku angielskim brzmiała „Kangooroo”, albo „Kanguru” i powstała 4 sierpnia 1770. Utworzył ją porucznik (później kapitan) James Cook nad brzegiem rzeki Endeavour.
W 1820 przebywający nad Endeavour kapitan P.P. King zetknął się z innym określeniem kangurów. King uznał, że Cook się pomylił. Stąd powstała anegdota mówiąca, że nazwa kangaroo miała pochodzić od aborygeńskich słów oznaczających „Nie rozumiem cię”. Zgodnie z tą anegdotą kapitan James Cook i badacz przyrody sir Joseph Banks podczas badania terenów Australii napotkali na dziwne zwierzę. Chcąc dowiedzieć się nazwy tego stworzenia, zapytali mieszkańca tamtych ziem: „Co to za zwierzę?”. Tubylec odpowiedział „Kangaroo” czyli „Nie rozumiem cię”. Tę odpowiedź, zdaniem Kinga, kapitan Cook przyjął za nazwę zwierzęcia. W 1898 etnolog W.E. Roth potwierdził, że „gang-oo-roo” w języku guugu yimithirr oznacza kangura.
Naukowa nazwa rodziny Macropodidae pochodzi z greckich słów makrós i podós – „długa noga, długa stopa”.

## Charakterystyka
Do kangurowatych zaliczane są gatunki średniej wielkości – od 0,5 kg masy ciała – oraz duże, o masie sięgającej 90 kg. Należą do nich największe ze współcześnie żyjących torbaczy: kangur rudy, szary i olbrzymi. Zwierzęta te charakteryzują się długimi, silnie rozwiniętymi, skocznymi kończynami tylnymi zakończonymi długą, wąską stopą. Czwarty palec stopy jest najdłuższy i najsilniejszy. Piąty palec jest dość duży, drugi i trzeci zredukowany, zrośnięte skórą, pierwszego zwykle brak. Budowa tylnych kończyn umożliwia zwierzęciu pokonywanie dużych dystansów ze znaczną prędkością.

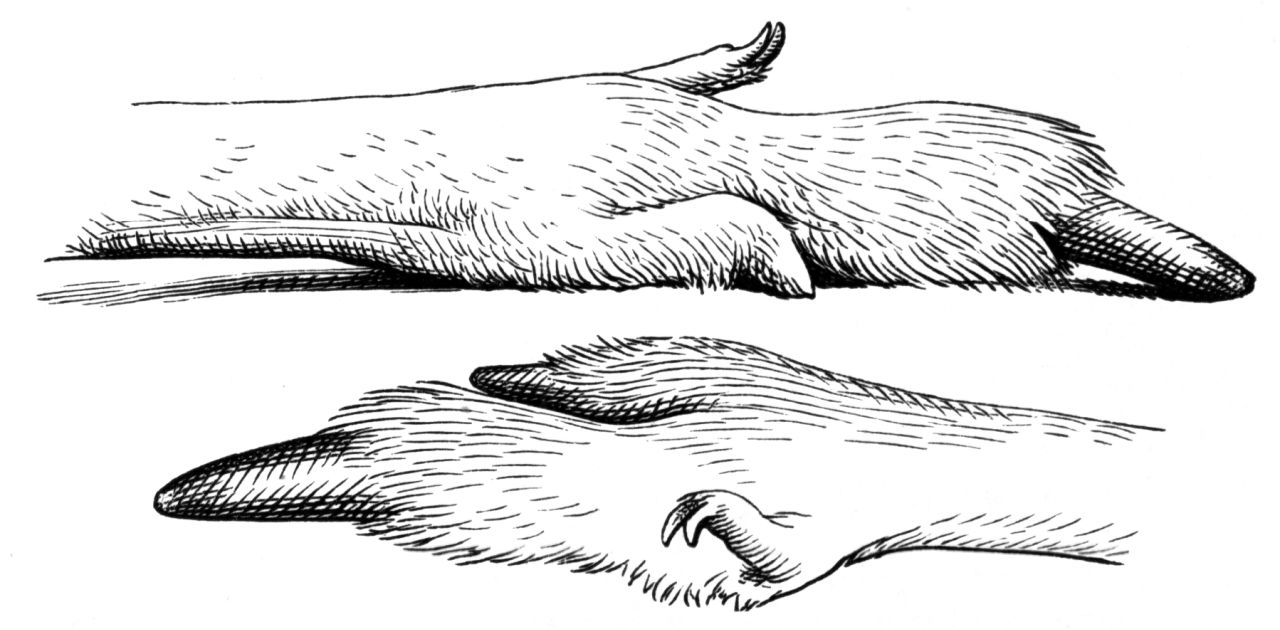
Stopa kangura

Kończyny przednie, wyraźnie krótsze od tylnych, zakończone są pięciopalczastą dłonią. Długi i silny ogon jest gruby u nasady, owłosiony, ale nie jest chwytny. Wykorzystywany jest jako podpora w czasie spoczynku oraz jako narząd równowagi w czasie skoków. Czaszka kangurowatych jest wąska i wydłużona, stosunkowo mała. Uszy zwykle duże. U wielu gatunków samce są znacznie większe od samic.
Układ rozrodczy samic składa się z dwóch jajowodów i dwu macic połączonych z dwiema pochwami uchodzącymi do steku. Występuje u nich dobrze rozwinięta, otwierająca się do przodu torba lęgowa osłaniająca 4 sutki.
Macropodidae przyjmują wyraźnie pionową postawę. Poruszają się długimi skokami odbijając się tylnymi kończynami (zobacz: dwunożność).
W uzębieniu kangurowatych brak dolnych kłów, a górne są zredukowane lub nie występują. Pierwsze dolne, najbardziej wysunięte siekacze są powiększone, stąd nazwa rzędu Diprotodontia – dwuprzodozębowce. Trzonowce są duże.

## Tryb życia
Kangurowate prowadzą głównie nocny tryb życia, tylko nieliczne żerują w dzień. Odpoczywają w legowiskach z trawy lub płytkich jamach. Są zwierzętami naziemnymi lub nadrzewnymi. Potrafią pływać. Budowa tylnych kończyn wymusza ich jednoczesne ruchy przy poruszaniu na lądzie, jednak w wodzie zwierzęta te mogą każdą kończyną poruszać niezależnie. Podobnie dzieje się u gatunków nadrzewnych – w czasie wspinania mogą poruszać każdą kończyną niezależnie od pozostałych.
Wszystkie Macropodidae są roślinożerne. U gatunków żywiących się trawą proces trawienia przebiega podobnie jak u przeżuwaczy, w żołądku złożonym, przy udziale bakterii symbiotycznych. Niektóre gatunki zwracają pokarm w celu powtórnego strawienia. Mają małe zapotrzebowanie na wodę.

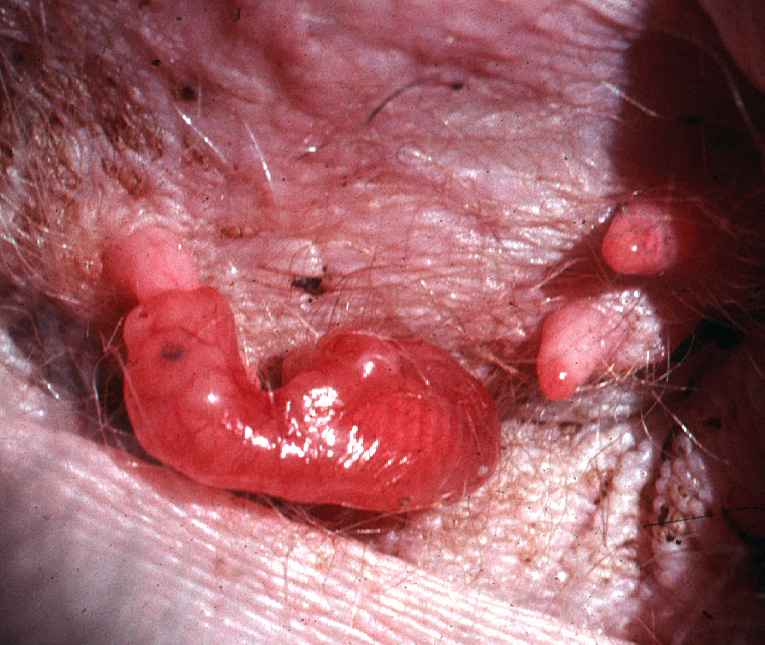
Młody kangur ssący sutek w torbie lęgowej

Kangurowate osiągają dojrzałość płciową, w zależności od gatunku, pomiędzy pierwszym a trzecim rokiem życia. Ciąża trwa około miesiąca (maksymalnie 35 dni). Samica rodzi zwykle jedno, rzadziej dwa młode, które o własnych siłach przedostają się do sutków osłoniętych torbą lęgową. Długość ciała nowo narodzonego kangura wynosi mniej niż 25 mm. Dzień lub dwa po porodzie samica może zostać ponownie zapłodniona, ale dopóki torba lęgowa jest zajmowana przez dojrzewającego potomka, zarodek pozostaje w stanie embrionalnej diapauzy. Młode przebywa w torbie matki przez 5-11 miesięcy. Po pierwszych 3-4 miesiącach, kiedy jego skóra pokryje się futrem, zaczyna opuszczać na krótko torbę i zapoznaje się z otoczeniem. Po kilku kolejnych miesiącach opuszcza torbę całkowicie, ale jeszcze przez jakiś czas – różny w zależności od gatunku – ssie mleko matki. W tym czasie samica rodzi kolejnego potomka, który przytwierdza się do drugiego sutka. Dopóki starszy z rodzeństwa ssie matkę, każdy z sutków produkuje mleko o innym składzie. Przy takiej strategii rozmnażania samica może mieć jednocześnie trzech potomków: najstarszego, który niedawno opuścił torbę i jest jeszcze dokarmiany mlekiem, średniego, przebywającego w torbie, oraz oczekujący na miejsce w torbie zarodek w stanie diapauzy.
Do rodziny kangurowatych należą gatunki preferujące samotniczy tryb życia, niektóre żyją w małych grupach rodzinnych, są też w tej rodzinie najbardziej społeczne wśród torbaczy gatunki walabii i kangurów. Są to zwierzęta pasące się na otwartych przestrzeniach i w rzadkich lasach, przebywające w dość dużych grupach o luźnej strukturze stadnej.
Kangurowate żyją w warunkach naturalnych 6-8 lat, w niewoli znacznie dłużej.

## Zagrożenia
Kangurowate są obiektem polowań. Pozyskuje się z nich mięso i futra. Mniejsze gatunki są narażone na ataki drapieżników, zwłaszcza introdukowanych gatunków obcych. Na skutek rozwijającej się gospodarki człowieka kangurowate tracą swoje naturalne siedliska. Ponad połowa torbaczy umieszczona została w Czerwonej księdze gatunków zagrożonych.

## Systematyka
Do rodziny należą następujące występujące współcześnie podrodziny:
- Lagostrophinae Prideaux & Warburton, 2010 – filanderki – jedynym żyjącym współcześnie przedstawicielem jest Lagostrophus fasciatus (Péron & Lesueur, 1807) – filanderek pręgowany
- Macropodinae J.E. Gray, 1821 – kangury

Opisano również podrodzinę wymarłą:
- Sthenurinae Glauert, 1926

oraz rodzaje wymarłe o  niepewnej pozycji systematycznej:
- Cookeroo Butler, Travouillon, Price, M. Archer & Hand, 2016[11]
- Ganguroo Cooke, 1997[12]
- Watutia Flannery & Hoch, 1989[13] – jedynym przedstawicielem był Watutia novaeguineae Flannery & Hoch, 1989

Kangurowate wraz z kanguroszczurowatymi (Potoroidae) i torebnikowatymi (Hypsiprymnodontidae) tworzą nadrodzinę Macropodoidea.